# Кляйнфурра
Кляйнфурра (нім. Kleinfurra) — громада в Німеччині, розташована в землі Тюрингія. Входить до складу району Нордгаузен. Складова частина об'єднання громад Гайнляйте.
Площа — 18,51 км2. Населення становить 1009 ос. (станом на 31 грудня 2021).

## Галерея

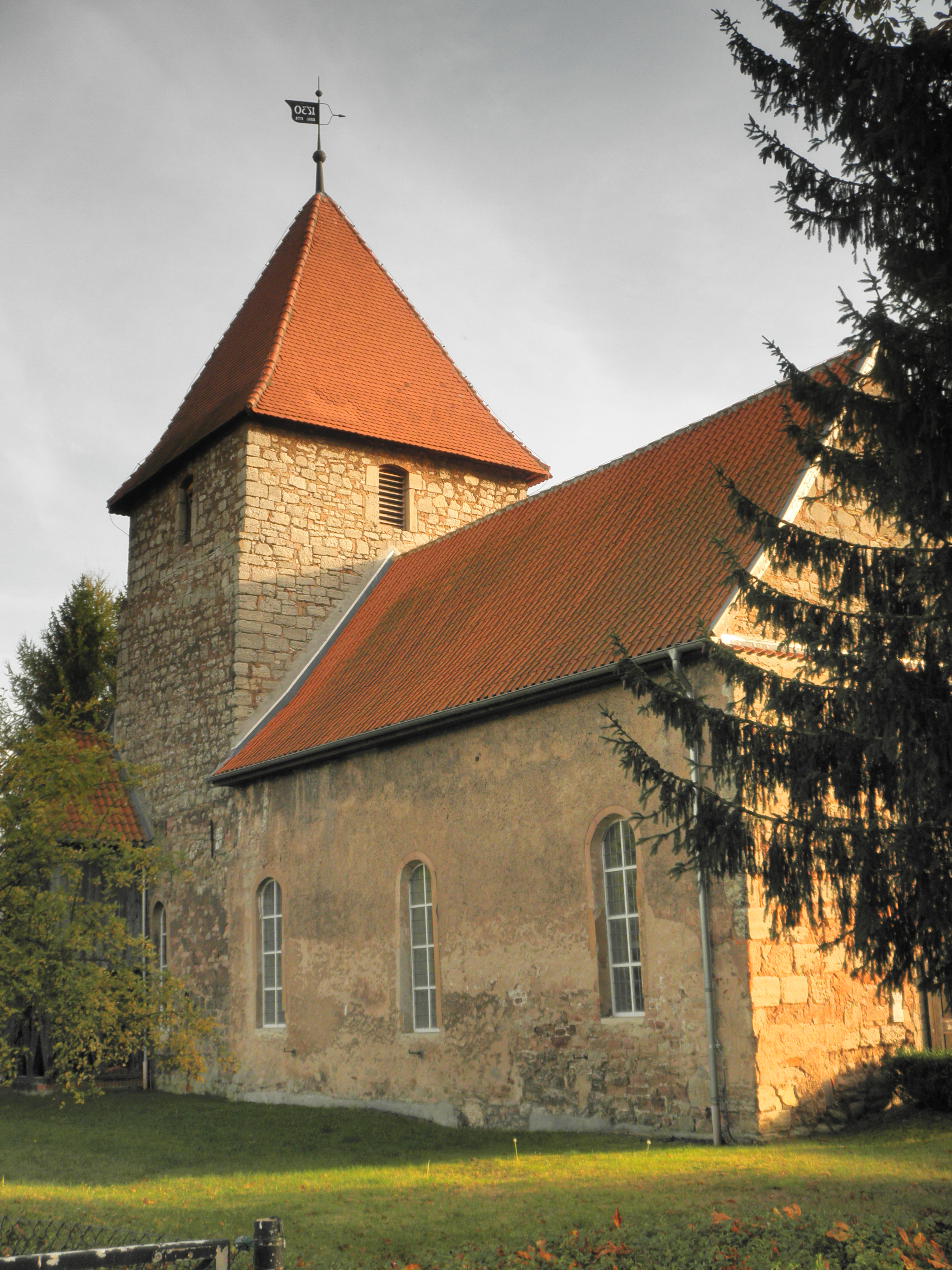